# Luoktak
Luoktak är en sjö i Arjeplogs kommun i Lappland och ingår i Skellefteälvens huvudavrinningsområde. Sjön har en area på 0,107 kvadratkilometer och ligger 481,7 meter över havet. Sjön avvattnas av vattendraget Järtajåkkå.

## Delavrinningsområde
Luoktak ingår i det delavrinningsområde (737532-154120) som SMHI kallar för Mynnar i Tjaktjaure. Medelhöjden är 587 meter över havet och ytan är 11,26 kvadratkilometer. Räknas de 2 avrinningsområdena uppströms in blir den ackumulerade arean 44,95 kvadratkilometer. Järtajåkkå som avvattnar avrinningsområdet har biflödesordning 3, vilket innebär att vattnet flödar genom totalt 3 vattendrag innan det når havet efter 336 kilometer. Avrinningsområdet består mestadels av skog (89 procent). Avrinningsområdet har 0,65 kvadratkilometer vattenytor vilket ger det en sjöprocent på 5,8 procent.